# Giornata mondiale dei quanti
La Giornata mondiale dei quanti (WQD) è un evento internazionale celebrato ogni anno il 14 aprile. Il suo scopo è promuovere la consapevolezza e la comprensione pubblica della scienza e della tecnologia quantistica in tutto il mondo.
Il concetto di quanto venne formulato per la prima volta nel 1900, dal fisico tedesco Max Planck.

## Storia
La Giornata mondiale dei quanti è iniziata il 14 aprile 2021 come iniziativa di un gruppo internazionale di scienziati. All'iniziativa hanno aderito ingegneri, educatori, comunicatori scientifici, organizzazioni e altri per celebrare la prima Giornata mondiale dei quanti il 14 aprile 2022. Il 14 aprile è stato scelto perché "4,14" rappresenta le prime 3 cifre arrotondate della costante di Planck:
4,14 × 10 −15  eV·s ({\displaystyle h=6{,}626\,070\,15\times 10^{-34}\ {\rm {J\cdot Hz^{-1}}}}).
Il Senato degli Stati Uniti ha approvato una risoluzione per commemorare e sostenere la Giornata mondiale quantistica del 2 maggio 2023.

## Eventi
Il primo World Quantum Day del 2022 ha incluso oltre 200 eventi in più di 40 paesi in 5 continenti, mentre nel 2023 il numero di eventi è aumentato a oltre 400.  Il World Quantum Day si celebra il 14 aprile e nei giorni circostanti, poiché gli eventi non devono necessariamente essere esattamente nella stessa data.
Le attività comprendevano conferenze, simposi, tavole rotonde, visite di laboratorio, creazioni artistiche, interviste e altro. 

## Organizzazione
L'iniziativa globale è supportata dal World Quantum Day Coordination Team e dai rappresentanti di oltre 65 paesi. Ogni paese ha 1 o 2 rappresentanti nella rete del World Quantum Day.